# Улица Никитина (Новосибирск)
Улица Никитина — улица в Октябрьском районе Новосибирска. Начинается от углового перекрёстка с Зыряновской улицей недалеко от железнодорожной станции Новосибирск-Южный, далее пролегает на северо-восток, заканчивается возле сада Мичуринцев, после чего меняет название на Гусинобродское шоссе.

## Расположение
Улица Никитина пересекает (в северо-восточном направлении) улицы Декабристов, 3 Интернационала, Кирова, Московскую, Ленинградскую, Лескова, Короленко, Далидовича, Красноармейскую, Карла Либкнехта, Пролетарскую, Воинскую, Панфиловцев.
Также к ней примыкают следующие улицы: 9 ноября, Нижегородская, Тургенева, Белинского, Крамского, Коммунстроевская, возле юго-западной части сада Мичуринцев она формирует перекрёсток с улицами Кошурникова (примыкает с северо-запада) и Автогенной (с юго-запада), следующий перекрёсток Никитина образует в северо-западной части сада Мичуринцев с улицами Есенина и Высоковольтной.

## Название
На карте Новониколаевска 1906 года улица называется Никитинской. Возможно, что первоначально наименование она получила в честь поэта Никитина, а позднее под тем же названием стала именоваться в память о советском архитекторе Николае Никитине, но историки не соглашаются с этой версией. Документы о переименовании не сохранились, а фамилия на адресных таблицах написана без инициалов.

## История
До 1903 года на улице устраивались скачки, но потом в целях безопасности местные власти запретили устраивать конные соревнования в этом месте, для них отвели территорию на льду Оби возле Бугринской рощи.
После Гражданской войны на Воинской улице построили несколько ангаров для самолётов, а также пролегающую на северо-восток грунтовую взлетную полосу, которая в настоящее время является частью улицы Никитина.

## Организации
- Новосибирский государственный аграрный университет
- Средняя общеобразовательная школа № 32
- СибНИИпроектцемент
- Новосибирская шоколадная фабрика

## Транспорт

### Автобусы
- № 31, № 79, № 97.

### Маршрутное такси
- № 30, № 30а, № 44, № 44а.

### Трамваи
- № 13, № 14.

### Остановки
- «ул. Никитина», «ул. Тургенева», «ул. Карла Либкнехта», «Сквер Героев Донбасса», «ул. Панфиловцев», «НГАУ», «Сад Мичуринцев».

## Галерея

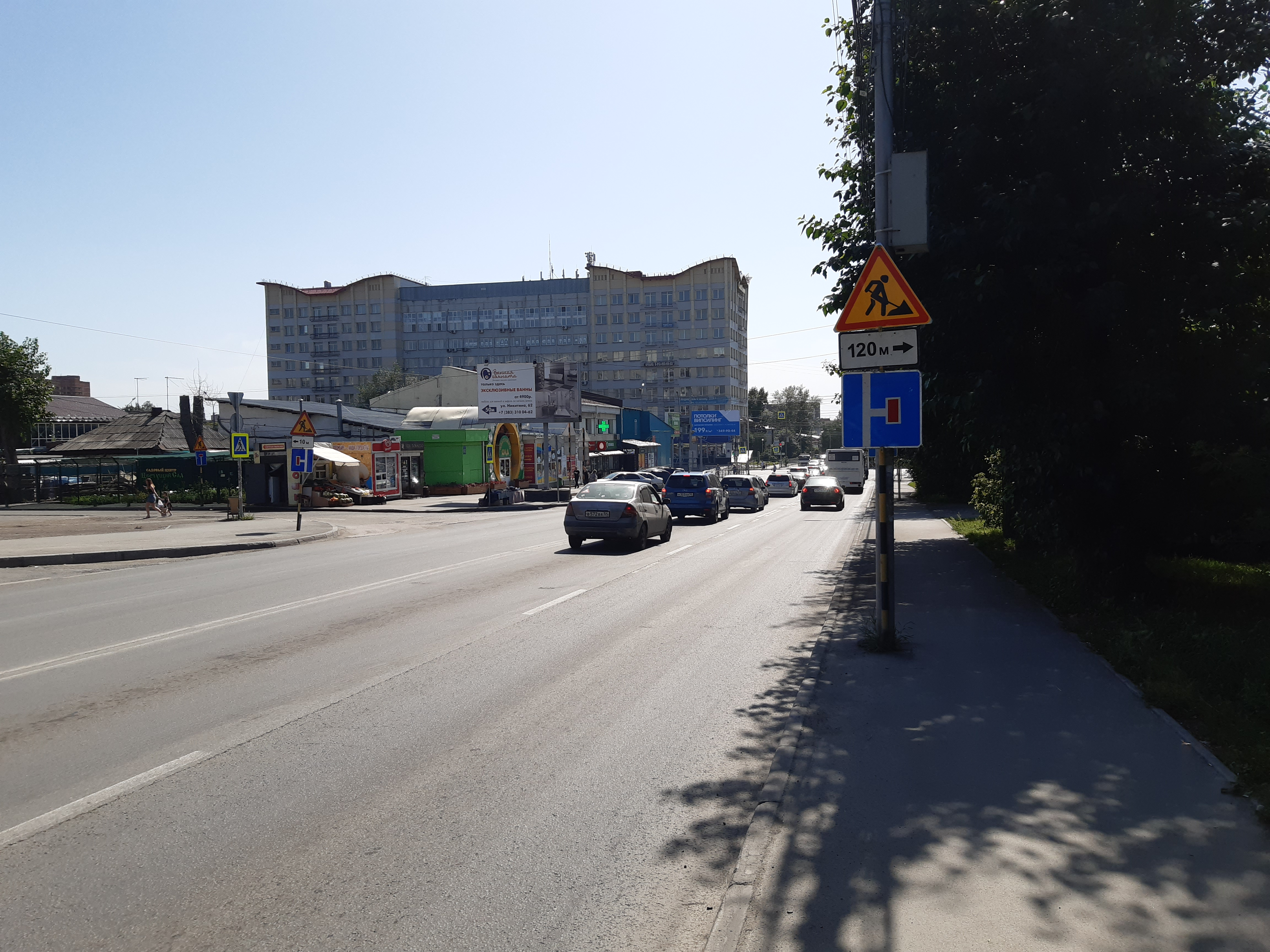
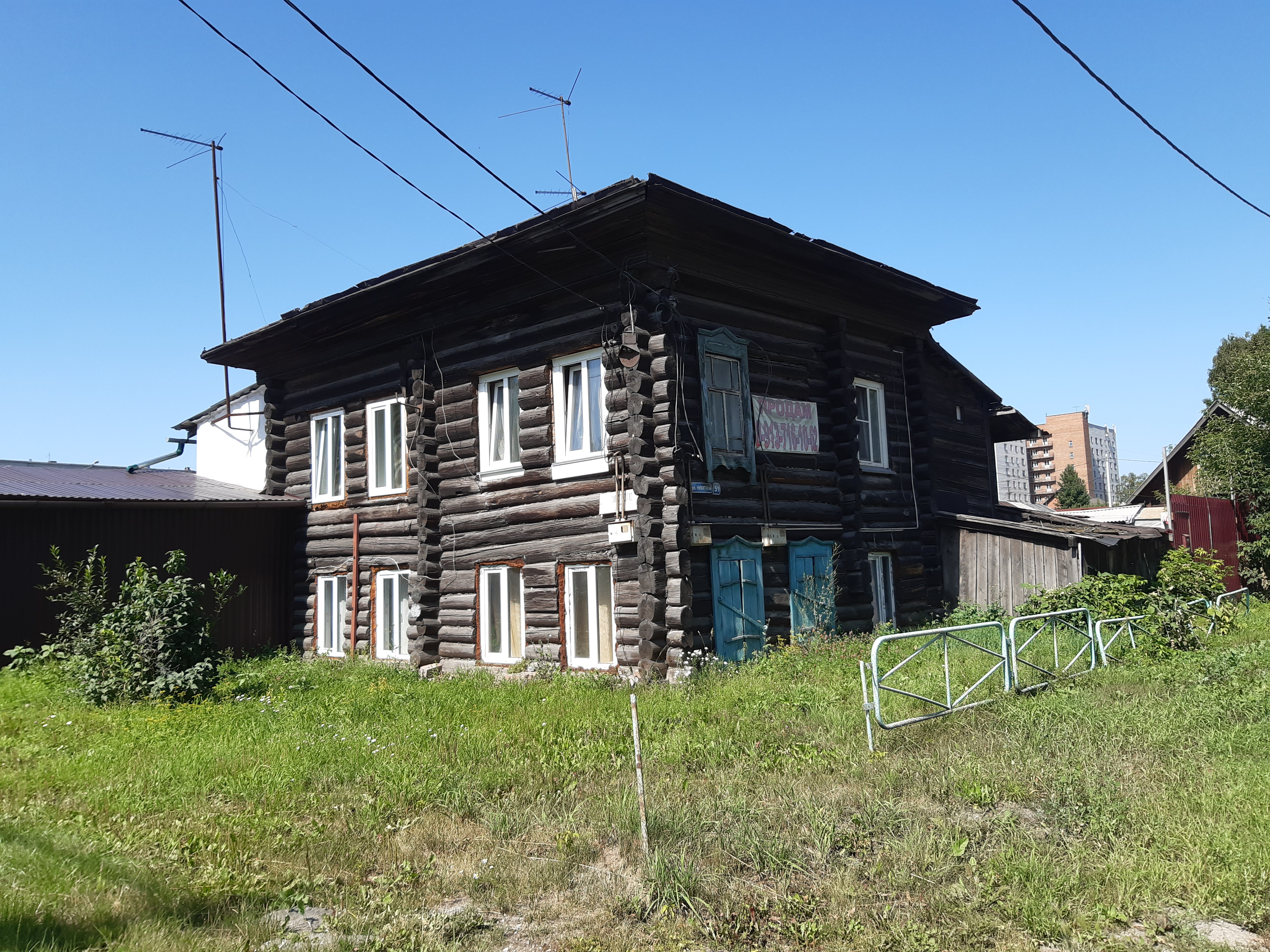
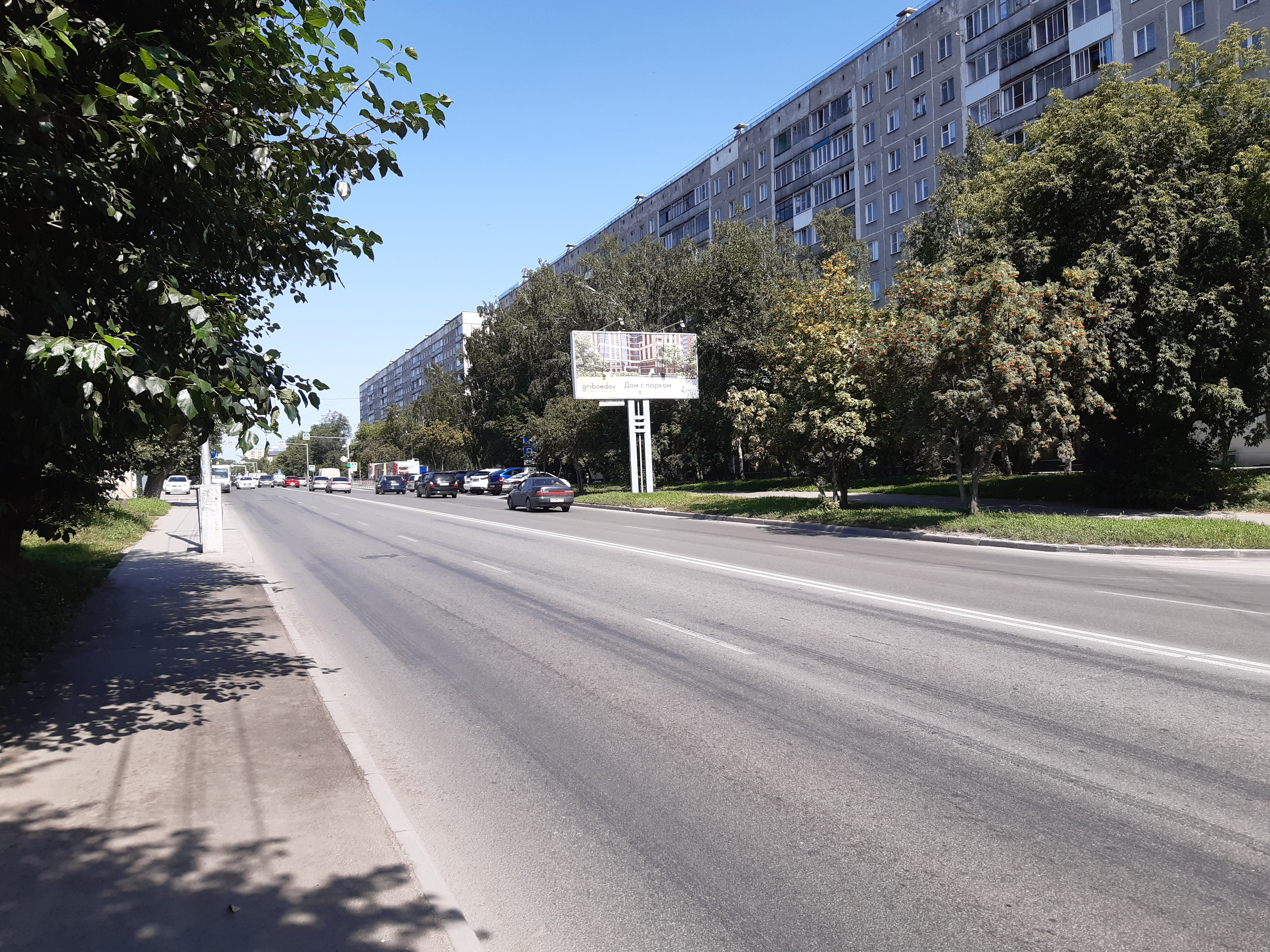
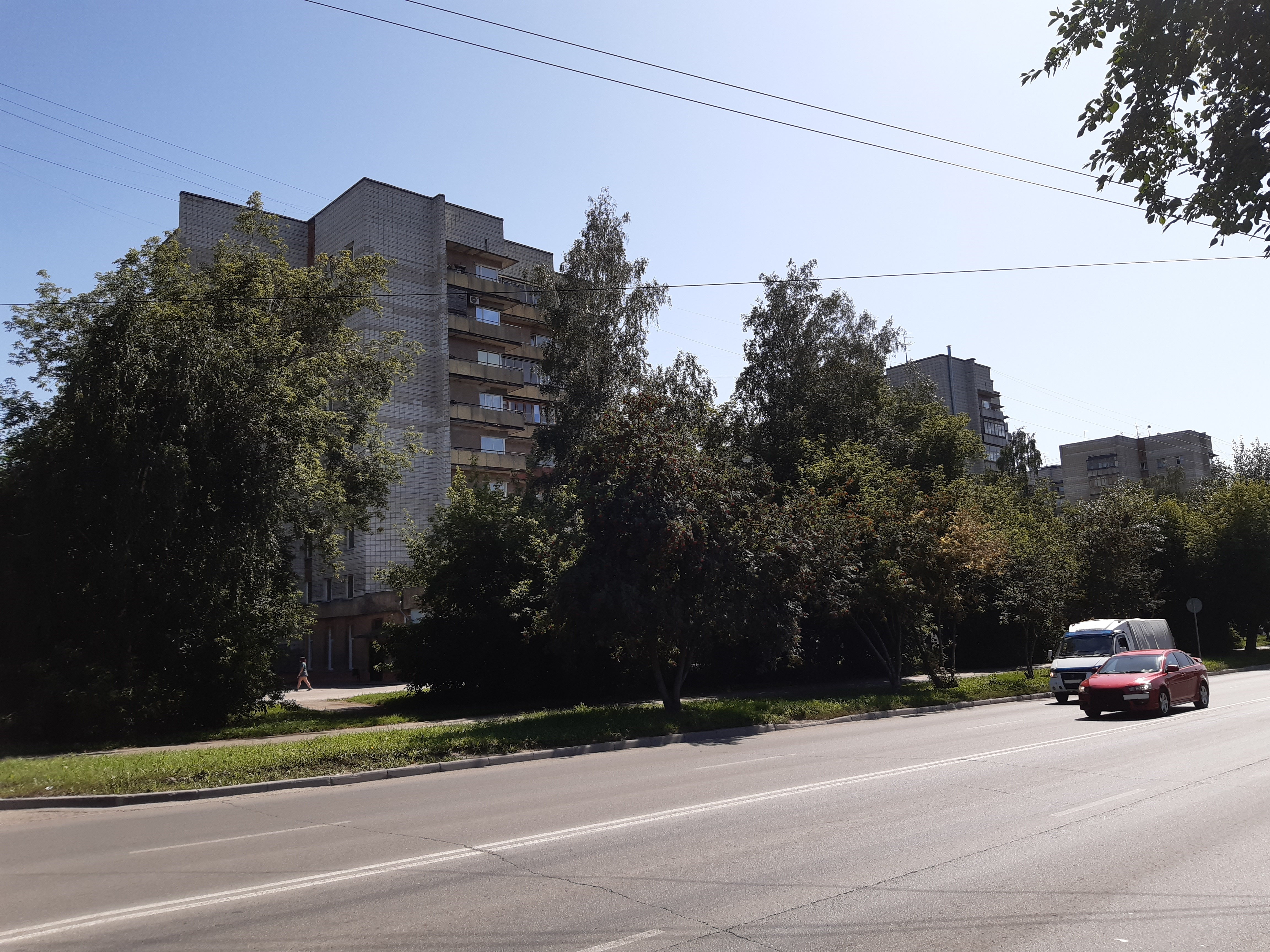
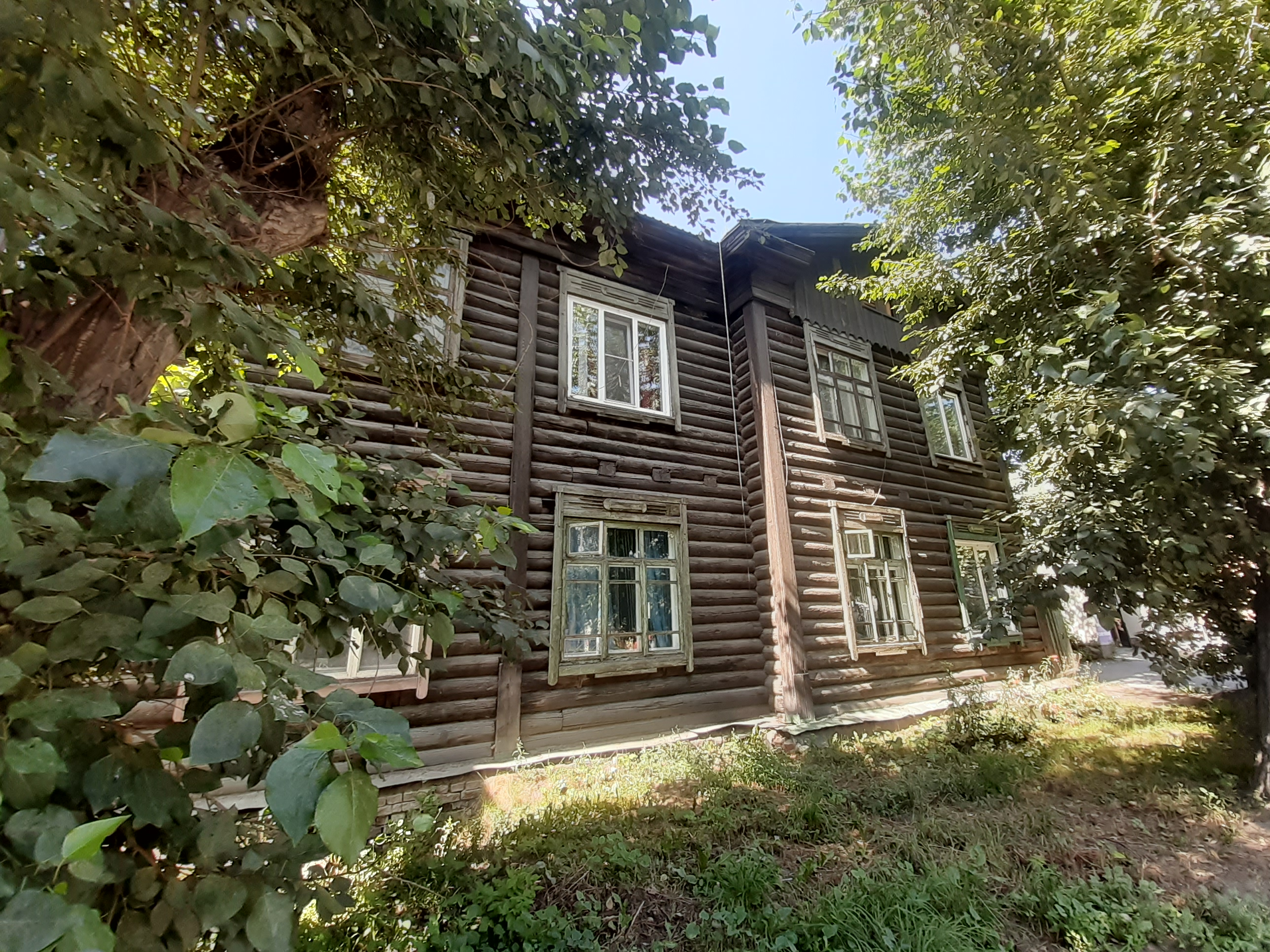
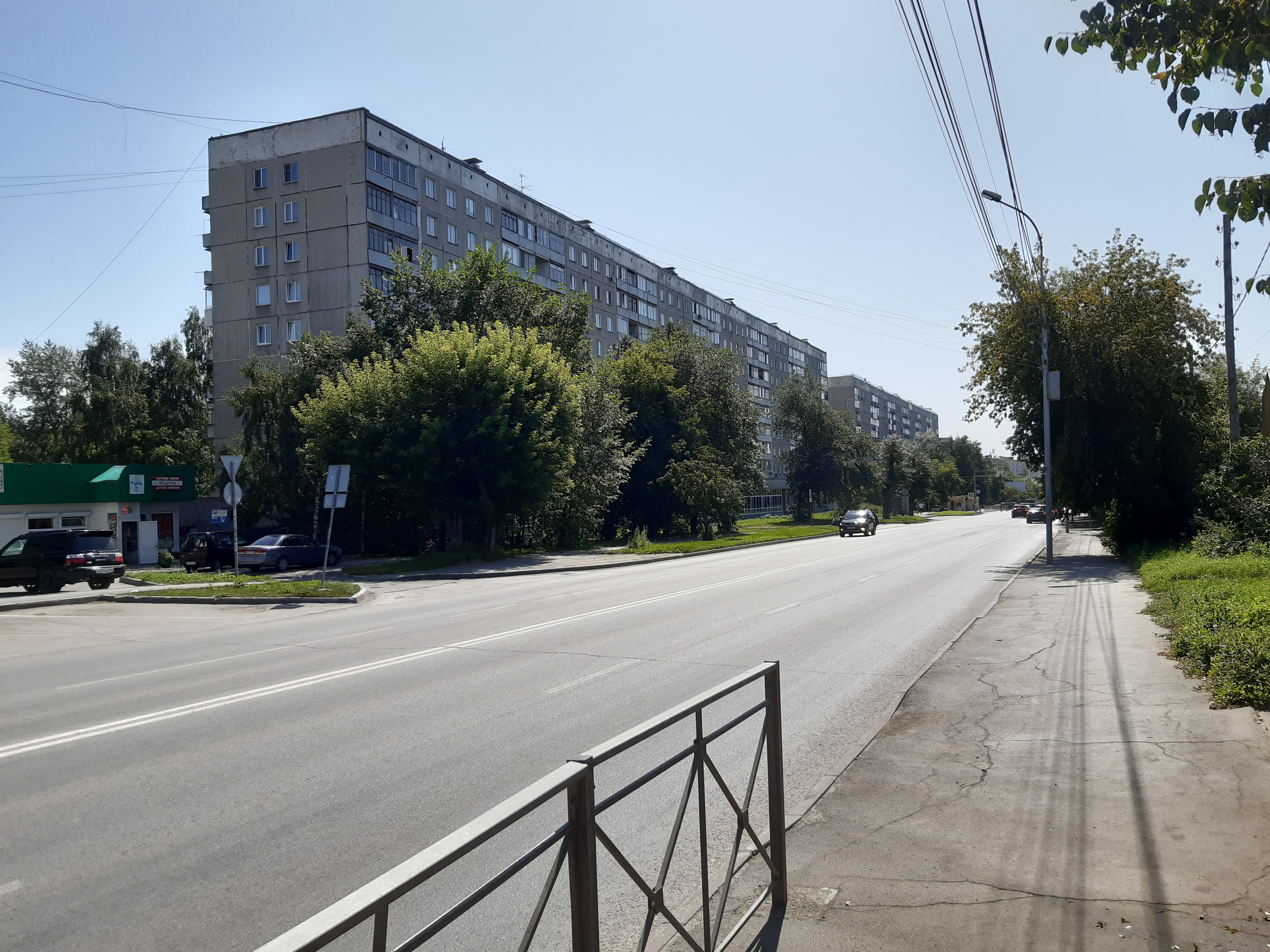